# Lee Thompson (saxofonist)
Lee Jay Thompson (5 oktober 1957), ook wel Kix of El Thommo genoemd, is een Britse saxofonist en zanger. Hij is een van de oprichters van de ska-popband Madness.

## Geschiedenis

### De jaren 70 en 80
Thompson groeide op als zoon van een crimineel die regelmatig in de gevangenis zat. Zelf dreigde hij ook te ontsporen; zo werd hij op zijn veertiende veroordeeld tot anderhalf jaar tuchthuis wegens het uitdelen van gestolen geld.
Na zijn vrijlating en een periode als straatbendelid koos Thompson voor de muziek, maar zijn streken zou hij nooit helemaal kwijtraken; volgens de officiële lezing zou zijn eerste saxofoon uit een volgeladen vrachtwagen zijn gevallen.
In 1976 richtte hij met partners in crime Chris Foreman (die een voordelige gitaar kon kopen omdat Thompson het prijskaartje had verwisseld) en Mike Barson de North London Invaders op; terugkerend fenomeen was de ruzie met Barson over een vermeend gebrek aan talent. Thompson verliet dan met slaande deuren de repetitie en bleef wekenlang weg. Begin 1978 kostte het hem zelfs een optreden; daarna dreigde hij definitief uit zicht te raken omdat hij met zijn ouders naar het platteland verhuisde en een baan bij een oliemaatschappij kon krijgen. Thompson bedankte voor het aanbod en sloot zich aan bij de lokale Springsteen-coverband Gilt Edge; desondanks bleef hij, waar mogelijk, met de Invaders repeteren en aan het eind van het jaar was hij terug van nooit echt weggeweest.
In 1979 veranderden de Invaders hun naam in Madness, naar een nummer van de Jamaicaanse zanger Prince Buster; Thompson schreef als eerbetoon de debuutsingle The Prince. Madness had aanvankelijk de reputatie van een band die populair was bij skinheads, maar door de humoristische videoclips ontstond al snel het beeld van een stel lolbroeken. Thompson werd als de mafste gezien en was daar niet altijd blij mee, maar desondanks bleef hij in de clips opvallende rollen spelen; van vliegende saxofonist (Baggy Trousers) en agent-met-clownsschoenen (Shut Up) tot ongeschoren huismoeder (Our House) en Hare Krishna (Yesterday's Men).
Vanaf 1982 ging Madness serieuzere muziek maken; Thompson leverde voor het anti-Thatcher-album The Rise & Fall de nummers Blue Skinned Beast (over de gesneuvelde Falklandmilitairen) en Are You Coming With Me ? (over drugsverslaving). In een interview zei hij "Als je ziet wat er in je omgeving gebeurt dan schrijf je geen (onzinliedjes) meer".
Ook in zijn privé-omgeving gebeurde het een en ander; in 1984 schoof hij de trouwring om de vinger van zijn vriendin Debbie Fordham (met wie hij drie kinderen kreeg) en verloor hij zijn vader tijdens diens laatste gevangenisstraf. Madness begon in deze periode aan de uiterst moeizame opnamen van Mad Not Mad, het enige album zonder Barson. Thompson kon de stress niet aan en hield zich zo veel mogelijk afzijdig. Hij werkte mee aan de volgende editie van het eveneens serieuzer geworden fanclubblad en nam onder het pseudoniem The Argonauts een coverversie op van The Kinks' Apeman met op de B-kant Under My Thumb van The Rolling Stones; deze exclusieve single verscheen een jaar later en de opbrengsten gingen naar Greenpeace.
Mad Not Mad verscheen in oktober 1985 maar wist voorgaande successen niet te evenaren. Madness ging in 1986 uit elkaar en bracht de afscheidssingle Waiting for the Ghost-Train uit; Thompson zong de r&b-achtige B-kant Maybe In Another Life.
In 1988 maakte hij met Foreman en zangers Suggs en Chas Smash het door drumcomputers en synthesizers gedomineerde album The Madness, de slechtstverkopende in de geschiedenis van de band. Het werd slechts gepromoot met een televisieoptreden en een handvol radio-interviews namens Chas Smash die de meeste nummers schreef en zong. Thompson ging op tournee met Deaf School, de band waarin Suggs' vrouw Bette Bright zong (Thompson speelde al in 1980 op een van haar solosingles).

### De jaren 90 en 00
Nadat het contract van The Madness afliep gingen Thompson en Foreman als duo verder; in 1990 brachten ze The Nutty Boys' Crunch! uit dat op dezelfde manier tot stand kwam als The Madness. Zeven maanden (!) na de release was het duo een band geworden die volgens het back to basics-principe in kroegen en zalen optrad. Dit hield echter ook in dat Thompson overdag weer een gewone baan had; hij werkte zes weken lang als vuilnisman en ging later fietsen verhuren. Ook de single It's OK, I'm a Policeman komt van dit duo.
Tijdens de eerste anderhalf jaar werd er nog weleens een (minder vaak gespeeld) Madness-nummer ingezet zoals Razorblade Alley (van One Step Beyond...) of Fireball XL5 (B-kant van The Sun & The Rain), maar deze verdwenen van het repertoire bij de aankondiging van de reünie.
De terugkeer van Madness schiep hoge verwachtingen omtrent nieuw materiaal, maar ondanks het uitproberen van Barsons Moondance werden deze niet waargemaakt, ook omdat iedereen z'n eigen dingen bleef doen.
Tijdens de tweede Kersttournee in 1993 dreigde Thompson, verkleed als de geest uit Disney's Aladdin, om op te stappen als Madness niet snel met nieuwe nummers over de brug zou komen. Als tussenoplossing zong hij van 1994 tot 1996 een reggaeversie van The Kinks' Lola.
In 1999 verscheen dan eindelijk het comeback-album Wonderful met de top 10-hit Lovestruck; Thompson moest echter een paar (televisie)optredens missen vanwege persoonlijke problemen.
Vanaf de jaren 00 profileerde Thompson zich ook buiten Madness en Crunch (sinds 1995 de officiële naam); hij formeerde de kortstondige coverband Like Father Like Son (met zoon Dali op drums), woonde een half jaar in Australië in het kader van een uitwisselingsproject, deed mee aan een amateurproductie van Oliver, the Musical en was quizmaster tijdens de door fans georganiseerde House Of Fun Weekend.
In 2008 ontving Thompson - inmiddels grootvader - een speciale onderscheiding voor het feit dat hij dat jaar met vijf bands optrad, waaronder The Dance Brigade en The Camden Cowboys.

### De jaren 10; Lee Thompson Ska Orchestra
In 2011 richtte Thompson met Madness-bassist Mark Bedford een authentieke skaband op. De Lee Thompson Ska Orchestra was oorspronkelijk bedoeld als eenmalig project, maar wegens groot succes steeg de vraag naar optredens. Voor het Specials-tribute-album Specialized nam de LTSO een cover op van Racquel, de B-kant van de Nederlandse single Concrete Jungle); bijgestaan door zwager en tweede zanger Darren Fordham leverde Thompson ook een solo-uitvoering van Madness.
Verder hervatte hij zijn samenwerking met Dance Brigade-collega Keith Finch door een nieuw nummer bij te dragen aan diens Ska Jam-verzamel-cd.
In november 2012 speelde de LTSO tijdens de door Madness georganiseerde House of Fun Weekender; Crunch!-bassist Paul Tadman viel in voor Bedford.
In juni 2013 verscheen het debuutalbum The Benevolence of Sister Mary Ignatius (naar de Jamaicaanse non en muzieklerares), voorafgegaan door de single Fu Man Chu, een cover van Desmond Dekker met zang van UB40-producer Bitty McLean. Ook werkte de band mee aan de documentaire Rude Boy Revival.
Ondertussen hield Thompson zijn band whore-status overeind door een nieuwe coverband op te richten en weer met Crunch! op te treden.
Ook maakte hij zich, in navolging van Madness-drummer Daniel Woody Woodgate, sterk voor kankerpatiënten.
Op 16 augustus 2013 speelde de LTSO voor het eerst in de Lage Landen tijdens het Brussels Summer Festival.
Op 26 mei 2014 verscheen een nieuwe versie van Bangarang met zangeres Dawn Penn (No No No) en accordeoniste Sharon Shannon.
In augustus 2014 gaf Thompson twee solo-concerten als The Nutty Boy waarbij het Crunch!-album centraal stond.
In november 2015 speelde Crunch! tijdens de House of Fun Weekender van Madness.
Op 25 augustus 2016 verscheen het tweede en laatste album in het vijfjarig bestaan van LTSO; Bite the Bullet bevatte voornamelijk eigen nummers. 
In 2017 maakte Thompson de (gespeelde) documentaire One Man's Madness die op dvd werd uitgebracht. Speciaal voor het goede doel verleende hij zijn medewerking aan een videoclip van het door Madness beïnvloede duo The Bed & Breakfast Men, en aan de single The Fall of Emperor Less.

### De jaren 20
In januari 2020 was Thompson te zien in een vips-aflevering van het spelprogramma Pointless; hij vormde een panel met Selecter-zangeres Pauline Black maar verloor te weinig punten en moest als eerste vertrekken.
Tijdens de coronacrisis gaf Thompson in november 2020 een livestreamconcert als terugkerend gastmuzikant van The Sliencerz, de band van zoon Dali. Dit was onderdeel van het door Specialized georganiseerde Big One-festival. In 2021 verscheen Growing Out Of It; Machinations Before Madness waarin Thompson samen met Ian Snowball zijn jeugdjaren beschreef. 
Suggs · Mike Barson · Lee Thompson · Chris Foreman · Mark Bedford · Daniel Woodgate · Chas Smash
- Biblioteca Nacional de España: XX1758452
- International Standard Name Identifier: 0000 0000 6066 3253
- Library of Congress Control Number: no2016143967
- MusicBrainz: 38d14e20-72f4-49d9-9ff0-c1257eec2836
- Nationale Bibliotheek van Tsjechië: xx0199811
- Système universitaire de documentation: 197891136
- Virtual International Authority File: 87540907
- WorldCat: E39PBJdcyKtrY48V9bvjVddqQq